# مستشفى جرش الحكومي
مستشفى جرش الحكومي هو مستشفى حكومي أردني يقع في مدينة جرش في الأردن، تأسس سنة 1968، ويعمل بإجمالي 159 سريراً.

## الخدمات
يضم المستشفى:
كافة الاختصاصات الطبية
القلب والشرايين
خدمات الطوارئ
خدمات المختبر
خدمات الصيدلية
وهو المستشفى الحكومي الوحيد في محافظة جرش.